# گروه دولتی موسیقی و رقص آذربایجان
گروه دولتی موسیقی و رقص آذربایجان (انگلیسی: Azerbaijan State Song and Dance Ensemble) یکی از گروه‌های موسیقی در جمهوری آذربایجان است.

## تاریخچه
گروه دولتی موسیقی و رقص آذربایجان در سال ۱۹۳۸ از سوی عزیر حاجی‌بیگف، بنیاگذار موسیقی کلاسیک آذربایجانی، تأسیس شد. آهنگ‌سازانی همچون سعید رستموف، جهانگیر جهانگیروف، واصف آدیگوزلف، حاجی خان‌محمدوف، «تلمان حاجی‌اف» و «رامیز میریشلی» به همران عزیر حاجی‌بیگف این گروه را رهبری کرده‌اند. پی از درگذشت فکرت امیروف، گروه به اسم وی نام‌گذاری شد.
استادان شهیر رقص مثل امینه دلبازی، «توتو حمیداوا»، «بویوک‌آقا محمدوف»، رزا جلیل‌اوا، «آلیه رمضان‌اوا»، «آفاق ملیک‌اوا» ، «کامل داداشوف»، «نادر محمدوف» و سایرین در این گروه آموزش دیده‌اند. رپرتوار این گروه به آهنگ‌ها، رقص‌ها و آهنگ‌های کر در خود جای می‌دهد که برگرفته از موسیقی‌های آذربایجانب و سایر ملل جهان می‌باشد. از ژانویه سال ۲۰۰۰، ارکستر دولتی سازهای محلی جمهوری آذربایجان تحت این گروه فعالیت دارد.